# Доморощенный
«Доморощенный» (англ. Homegrown) — американская комедия 1998 года.

## Сюжет
Три парня выращивают марихуану. Их босс погибает, и им приходится выкручиваться самим. Они пытаются держать бизнес на плаву, держа его смерть в секрете. Но когда за ними начинают охотиться и мафия, и полиция, им мало не покажется.

## В ролях
- Билли Боб Торнтон — Джек Марсден
- Хэнк Азария — Картер
- Келли Линч — Люси
- Джон Бон Джови — Дэнни
- Райан Филлип — Харлан Дикстра
- Джадж Райнхолд — полицейский
- Тед Дэнсон — Джанни Салеццо
- Джон Литгоу — Малкольм / Роберт Стокман
- Джейми Ли Кёртис — Сьерра Кахан